# Eskilsø
Eskilsø er en ø beliggende i Roskilde Fjord. Øen er med sine 1,4 km² den største ø i fjorden. Øen er ejet af Struckmanns Naturfredningsfond. På Eskilsø ligger ruinerne af Eskilsø Klosters Klosterkirke fra 1100-tallet, mens selve klosteret ikke længere findes.
Eneste bebyggelse på øen er to beboede huse og et par lader. Eskilsø har et rigt fugleliv på de fredede strandenge, og jagt på vandfugle har været forbudt siden 1996.

## Klosterruinen
På øens højeste punkt ligger ruinen af klosterkirken fra Eskilsø Kloster. Klosteret blev grundlagt på øen i 1100-tallet af Augustinermunke. Det blev allerede nedlagt i 1175 af abbed Vilhelm der i stedet byggede Æbelholt Kloster ved Hillerød. I dag er der stadig mange planter på øen som stammer fra munkenes køkken- og urtehaver, blandt andet uldbladet kongelys, tandbæger, glat burre og bulmeurt.